# 高邮北站
高邮北站位于中华人民共和国江苏省扬州市高邮市界首镇东北部，于2020年12月11日开通运行，有连镇客运专线经过本站。

## 车站结构

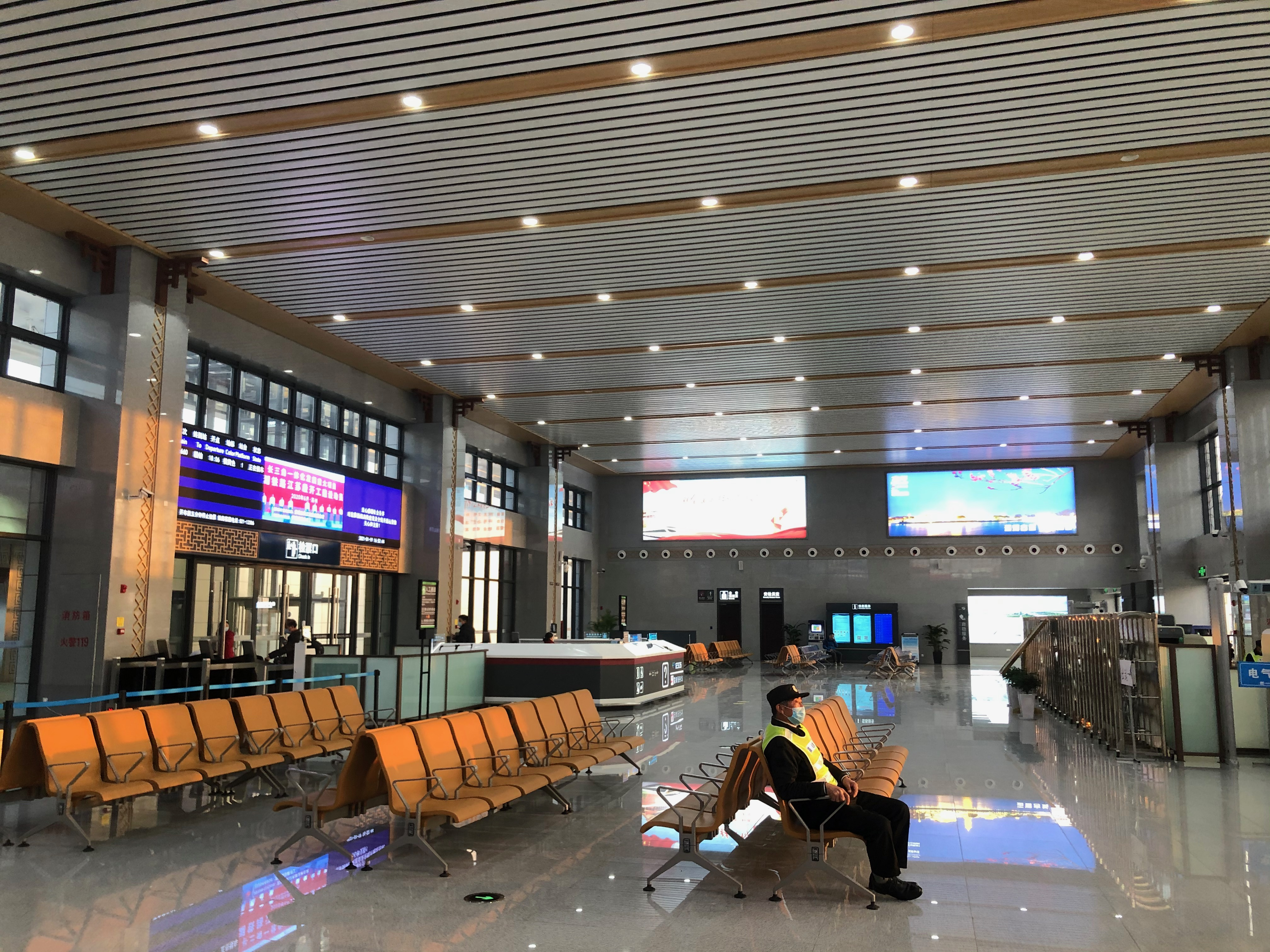
高邮北站候车厅

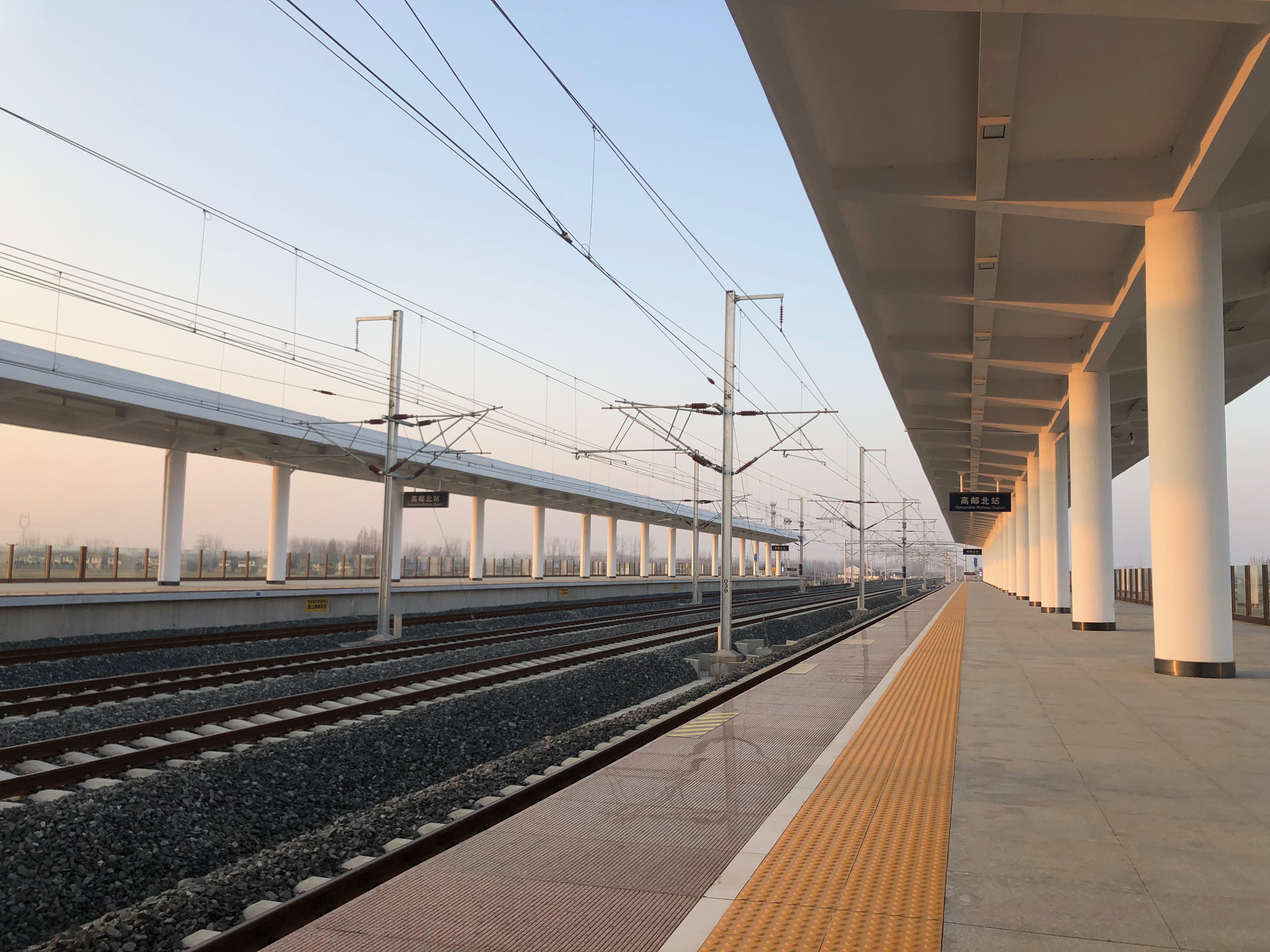
高邮北站站台

车站规模2台4线，站房总建筑面积为2000平方米，为线侧式站房，站房主体一层。
| 2F | 东↑    | 侧式站台                          |
| 2F | 1站台  | 连镇客运专线 往丹徒方向（高邮站） |
| 2F | 正线   | 连镇客运专线下行列车通过线        |
| 2F | 正线   | 连镇客运专线上行列车通过线        |
| 2F | 2站台  | 连镇客运专线 往董集方向（宝应站） |
| 2F | 西↓    | 侧式站台                          |
| 1F | 候车室 | 候车厅、检票口、地道              |

## 历史
2018年10月17日，连镇铁路包括高邮北站在内的9座车站开展施工招投标，主要内容包括站房、雨棚、天桥等工程。
2019年2月12日，高邮北站高铁站房正式动工。
2020年12月11日：开通运营。
2021年8月8日，因应2019冠状病毒病在扬州当地的本土传播，为防止疫情扩散，本站客运业务临时停办，直至9月16日恢复。

## 周边交通
高邮北站由于与金湖县距离较近，且因为该站得益于金湖的多次申请。金湖专门开辟由金湖客运站到高邮北站的802路公共汽车，实行一票制5元。
高邮公交4路、16路均经过本站。
位于宝应的王桥客运站每天有多班长途客车可前往苏南主要城市，乘坐高邮16路（临泽方向）可直达，旅客亦可在王桥客运站换乘宝应公交223路往宝应城区或夏集镇。